# Checoslovaquia: el socialismo como problema
Checoslovaquia: el socialismo como problemaes un libro publicado en 1969 y escrito por el venezolano Teodoro Petkoff. El libro, escrito después de la invasión de Checoslovaquia por el Pacto de Varsovia, condena la invasión y propone el socialismo democrático. En base a este ideal, Petkoff y otros partidarios fundan el partido Movimiento al Socialismo el 17 de enero de 1971.

## Trasfondo
En enero de 1968, el secretario general del Partido Comunista de Checoeslovaquia, Alexander Dubček, anunció un programa conocido como el socialismo con rostro humano e inició una serie de reformas democráticas, incluyendo la legalización de la existencia de partidos políticos y sindicatos, la libertad de prensa y de expresión, la liberalización de actividades culturales y una reforma económica.
Leonid Brézhnev, líder de la Unión Soviética y secretario general de su Partido Comunista, temía que las reformas debilitaran la posición del bloque comunista durante la Guerra Fría y envió varias advertencias en contra de ellas. En la madrugada del 21 de agosto, tropas del Pacto de Varsovia (Bulgaria, Hungría, Polonia y Alemania del Este) invadieron Checoslovaquia para acabar con las reformas, causando más de 400 muertes. La democracia no regresó a Checoslovaquia hasta la Revolución de Terciopelo en 1989.

## Contenido
Teodoro Petkoff, miembro del Partido Comunista de Venezuela, exguerillero y periodista venezolano, critica la invasión en la obra y la denuncia como un «acto imperialista inaceptable». Petkoff cuestiona estructuralmente a la Unión Soviética (URSS), los problemas del comunismo soviético (incluyendo la burocracia, la estatización de la vida civil y el totalitarismo), y señalaba tanto la crisis como el deterioro del movimiento comunista internacional.También criticó el dogmatismo del comunismo y de los seguidores de la URSS, y por extensión la rigidez en la implementación de programas políticos y económicos, incluso yendo en contra de la experiencia y de la realidad.
Teodoro defendió las reformas democráticas de la Primavera de Praga y la promoción del socialismo democrático, argumentando por la necesidad de romper con las directrices de la Unión Soviética.

## Reacciones
Checoslovaquia: el socialismo como problema fue un éxito inmediatamente, trascendió a nivel internacional e impulsó a Petkoff como líder político. El libro generó debates en la izquierda y en el comunismo venezolano, latinoamericano, e internacional, y fue traducido al ruso.En base a este ideal, Petkoff y otros partidarios fundan el partido Movimiento al Socialismo en Venezuela el 17 de enero de 1971.
En la Unión Soviética, fue estudiado por la Academia Soviética y discutido en el XXIV Congreso del Partido Comunista. En su informe ante el Congreso, Leonid Brézhnev atacó tanto al libro como a Petkoff , calificándolo como «revisionista» y como una «amenaza» para el comunismo internacional. Así, Teodoro fue rechazado junto con el francés Roger Garaudy y el austríaco Ernst Fischer, quienes eran parte de los comités centrales de los partidos comunistas de sus respectivos países, al igual que Petkoff, y publicaron obras ese año condenando la invasión y denunciando al comunismo soviético.Pravda, el diario del partido comunista de la Unión Soviética, también satanizó el libro.
En 1972, el escritor colombiano Gabriel García Márquez expresó su solidaridad a Petkoff al recibir el premio Rómulo Gallegos.
El 27 de junio de 2024, el Día del Periodista en Venezuela, se organizó un homenaje en la Casa de Cantabria en Madrid para conmemorar el 55.º aniversario de la publicación del libro.